# Khāneh Sorkh
Khāneh Sorkh (persiska: خانه سرخ) är en ort i Iran.   Den ligger i provinsen Lorestan, i den västra delen av landet, 400 km sydväst om huvudstaden Teheran. Khāneh Sorkh ligger 1 066 meter över havet och antalet invånare är 553.
Terrängen runt Khāneh Sorkh är varierad. Khāneh Sorkh ligger nere i en dal. Runt Khāneh Sorkh är det ganska tätbefolkat, med 72 invånare per kvadratkilometer. Närmaste större samhälle är Khāţereh, 4,7 km sydost om Khāneh Sorkh. Omgivningarna runt Khāneh Sorkh är i huvudsak ett öppet busklandskap.